# Wasserburg Unterscheffach
Die Wasserburg Unterscheffach ist eine abgegangene Wasserburg südlich unterhalb der Kirchstraße des Dorfes Unterscheffach in der Gemeinde Wolpertshausen im Landkreis Schwäbisch Hall in Baden-Württemberg.
Die Wasserburg, vermutlich eine Motte (Turmhügelburg), wurde im 11. Jahrhundert von den Herren von Scheffach erbaut, 1085 erwähnt und vor der Mitte des 16. Jahrhunderts zerstört. Von der ehemaligen Burganlage ist nur noch ein Grabenrest erhalten.